# مطلوب فتاة تهوى الموسيقى تهوى الرقص
مطلوب فتاة تهوى الموسيقى تهوى الرقص هي عمل روائي للكاتبة الأمريكي ماري هيغينز كلارك.
لمن يتقن القراءة بين الأسطر، قد تحمل صفحات التعارف في مجلّة نيويوركيّة ترفيهيّة خطر الموت. ولِمَ لا إذا كان القاتل متمرّسًا يهوى مراقصة ضحاياه؟ ففي تلك المدينة المجنونة، كلّ شيء ممكن. لذلك تحديدًا انتقلت إليها الصديقتان الحميمتان، إيرين كيلي ودارسي سكوت، بدافع العمل... والتسلية. هكذا، عندما دعتهما صديقتهما الإعلاميّة التي تجري بحثًا حول الإعلانات الشخصية لمساعدتها، تجاوبتا فورًا. فالمغامرة بدت ممتعة... إلى حين تمّ العثور على إيرين جثّة هامدة وهي تنتعل فردة من حذاء الرقص. لعلّها لن تكون الضحيّة الأخيرة، فدارسي أيضًا تهوى الرقص.

## نبذة عن الكاتبة
روائية أمريكية ولدت في 24 ديسمبر العام 1927. تكتب هيغينز الروايات التشويقية. ولقد احتلت جميع كتبها، والبالغة 51 كتابا، قوائم الأكثر مبيعا في كل من الولايات المتحدة ومختلف الدول الأوروبية.

## وصلات خارجية
- صفحة رواية مطلوب فتاة تهوى الموسيقى تهوى الرقص على موقع جود ريدز